# Левски В
„Левски В“ е квартал на град София, България, разположен в район „Подуяне“, на 5,4 километра източно от центъра на града.
Кварталът е разположен между булевардите „Владимир Вазов“ и „Ботевградско шосе“ и улица „Летоструй“. Граничи с кварталите „Левски Г“ на север, „Враждебна“ на изток и „Васил Левски“ на юг и запад.

## Улици и произход на имената им
| Път                   | Наречен на                                      | Местоположение |
| --------------------- | ----------------------------------------------- | -------------- |
| „560“                 | –                                               | Карта          |
| „564“                 | –                                               | Карта          |
| „565“                 | –                                               | Карта          |
| „566“                 | –                                               | Карта          |
| „567“                 | –                                               | Карта          |
| „568“                 | –                                               | Карта          |
| „574“                 | –                                               | Карта          |
| „576“                 | –                                               | Карта          |
| „577“                 | –                                               | Карта          |
| „578“                 | –                                               | Карта          |
| „579“                 | –                                               | Карта          |
| „582“                 | –                                               | Карта          |
| „583“                 | –                                               | Карта          |
| „586“                 | –                                               | Карта          |
| „Ботевградско шосе“   | Ботевград, град в Западна България              | Карта          |
| „Владимир Вазов“      | Владимир Вазов (1868 – 1945), генерал и политик | Карта          |
| „Ген. Инзов“          | Иван Инзов (1768 – 1845), руски генерал         | Карта          |
| „Източна тангента“    | Изток, географска посока                        | Карта          |
| „Летоструй“           | „Летоструй“ (1909 – 1912), списание             | Карта          |
| „Поп Груйо“           | Грую Бански (1836 – 1908), революционер         | Карта          |
| „Св. Тома Иконописец“ | ?                                               | Карта          |
| „Селимица“            | Селимица, връх на Витоша                        | Карта          |
| „Станислав Доспевски“ | Станислав Доспевски (1823 – 1877), художник     | Карта          |
| „Ярослав Хашек“       | Ярослав Хашек (1883 – 1923), чешки писател      | Карта          |